# Инвалидность

Символ доступности для инвалидов

Флаг инвалидности представляет права инвалидов

Инвали́дность (от лат. invalidus «немощный, слабый») — термин, объединяющий различные нарушения, ограничения активности и возможного участия в жизни общества. Нарушения — это проблемы, возникающие в функциях или структурах организма; ограничения активности — это трудности, испытываемые человеком в выполнении каких-либо заданий или действий; в то время как ограничения участия — это проблемы, испытываемые человеком при вовлечении в жизненные ситуации: это определение Всемирной организации здравоохранения (ВОЗ).
Инвалидность является оспариваемой концепцией, имеющей разные значения в разных сообществах.
Инвалидность  не  должна  быть  препятствием  на  пути  к  успеху.  Практически  всю  свою  взрослую жизнь я страдаю болезнью моторных нейронов. Но это не помешало мне сделать выдающуюся карьеру астрофизика и обрести семейное счастье.Профессор Стивен У. Хокинг

## Терминология
Определение данное ООН.
К инвалидам относятся лица с устойчивыми физическими, психическими, интеллектуальными или сенсорными нарушениями, которые при взаимодействии с различными барьерами могут мешать их полному и эффективному участию в жизни общества наравне с другими.«Конвенция о правах инвалидов»
В настоящее время применяется Международная классификация функционирования, ограничений жизнедеятельности и здоровья (МКФ), принятая ВОЗ в 2001 году. Она предлагает рассматривать понятия «здоровье» и «инвалидность» в новом свете: каждый человек может испытать ухудшение состояния здоровья, что подразумевает некоторую степень ограничения его возможностей. МКФ позволяет производить оценку различных уровней здоровья по универсальной шкале здоровья и инвалидности; она учитывает социальные аспекты инвалидности и не рассматривает инвалидность лишь в качестве «медицинской» или «биологической» дисфункции.

## Количество людей с инвалидностью
По оценкам ВОЗ 2011 года, почти 15 % населения во всем мире имеет инвалидность (что превышает сделанные ранее оценки ООН на 10 %). В 2002—2004 гг. в России 16,4 % населения имели ту или иную степень инвалидности, а количество потерянных лет трудоспособной жизни составляло 10 лет на 100 человек в 2004 году. Согласно официальной статистике, в России проживает около 10 млн инвалидов, по оценке Агентства социальной информации — не менее 15 млн. Официальная статистика учитывает численность инвалидов, имеющих непросроченное свидетельство об инвалидности, в то время как к ним можно также отнести людей, подпадающих под определение инвалидности, но не знающих об этом или не оформивших соответствующий статус. В 1996 г. в России официально зарегистрированных насчитывалось более 6,2 миллионов инвалидов (4,2 % населения).

## Инвалиды войны
Из-за войн и военных конфликтов увеличивается количество инвалидов.

## Вспомогательные технологии
Вспомогательная технология — это общий термин, обозначающий устройства и модификации (для человека или общества), которые помогают преодолеть или устранить инвалидность. Первый зарегистрированный пример использования протеза датируется как минимум 1800 г. до н. э. Инвалидная коляска датируется XVII веком.
По мере того как персональный компьютер стал более распространённым, были созданы различные организации для разработки программного и аппаратного обеспечения, чтобы сделать компьютеры более доступными для людей с инвалидностью. Некоторые программные и аппаратные средства, такие как Voice Finger, JAWS от Freedom Scientific, свободная (с открытым исходным кодом) Orca и так далее. Были специально разработаны для людей с инвалидностью, в то время, как другие программные и аппаратные средства, такие как Nuance’s Dragon NaturallySpeaking (голосовое управление), не были разработаны специально для людей с инвалидностью, но могут быть использованы для повышения доступности. Клавиатура LOMAK была разработана в Новой Зеландии специально для инвалидов. Консорциум World Wide Web признал потребность в Международных стандартах доступности веб-доступа для людей с ограниченными возможностями и создал Web Accessibility Initiative «Инициативу доступности веб-сайтов» (WAI). По состоянию на декабрь 2012 года стандартом является WCAG 2.0 (WCAG = Правила доступности веб-контента).

## Права людей с инвалидностью и интеграция в общество
Инвалидность — не свойство человека, а препятствия, которые возникают у него в обществе. На причины этих препятствий существуют различные точки зрения, из которых две наиболее распространены:
- Медицинская модель усматривает причины затруднений инвалидов в их уменьшенных возможностях.

Согласно ей, инвалиды не могут делать что-то, что характерно для обычного человека, и поэтому вынуждены преодолевать трудности с интеграцией в обществе. Согласно этой модели, нужно помогать инвалидам, создавая для них особые учреждения, где они могли бы на доступном им уровне работать, общаться и получать разнообразные услуги. Таким образом, медицинская модель выступает за изоляцию инвалидов от остального общества, способствует дотационному подходу к экономике инвалидов.
Медицинская модель долгое время преобладала в воззрениях общества и государства, как в России, так и в других странах, поэтому инвалиды по большей части оказывались изолированными и дискриминированными.
- Социальная модель предполагает, что трудности создаются обществом, не предусматривающим участия во всеобщей деятельности в том числе и людей с различными ограничениями.

Такая модель призывает к интеграции инвалидов в окружающее общество, приспособление условий жизни в обществе и для инвалидов в том числе. Это включает в себя создание так называемой доступной среды (пандусов и специальных подъёмников для инвалидов с физическими ограничениями, для слепых дублирование визуальной и текстовой информации по Брайлю и дублирование звуковой информации для глухих на жестовом языке), а также поддержание мер, способствующих трудоустройству в обычные организации, обучение общества навыкам общения с инвалидами.
Социальная модель пользуется все большей популярностью в развитых странах, а также постепенно завоевывает позиции и в России. Активным пропагандистом такой модели в России стала региональная общественная организация инвалидов «Перспектива».
- МКФ (Международная классификация функционирования, ограничений жизнедеятельности и здоровья) в качестве модели инвалидности

Обычно выделяют две главные концептуальные модели инвалидности. Медицинская модель рассматривает инвалидность как свойство, присущее человеку в результате болезни, травмы или иного воздействия на состояние здоровья, которое требует медицинской помощи в виде непосредственного лечения у специалистов. Инвалидность по этой модели требует медицинского или иного вмешательства или лечения с тем, чтобы «исправить» проблему человека. С другой стороны, социальная модель рассматривает инвалидность как социальную проблему, а не как свойство человека. Согласно социальной модели, инвалидность требует политического вмешательства, так как проблема возникает из-за неприспособленности окружающей среды, вызываемой отношением и другими свойствами социального окружения.
Сами по себе, эти модели недостаточны, хотя обе они частично обоснованны. Инвалидность — это сложный феномен, который является проблемой как на уровне организма человека, так и на социальном уровне. Инвалидность всегда представляет собой взаимодействие между свойствами человека и свойствами окружения, в котором этот человек проживает, но некоторые аспекты инвалидности являются полностью внутренними для человека, другие же, наоборот, только внешними. Другими словами, и медицинская и социальная концепции подходят для решения проблем, связанных с инвалидностью; мы не можем отказываться ни от того, ни от иного вмешательства. Наилучшая модель инвалидности, таким образом, будет представлять собой синтез всего лучшего из медицинской и социальной моделей, не совершая присущих им ошибок в преуменьшении целостного, комплексного понятия инвалидности к тому либо иному аспекту. Такая более выгодная модель инвалидности может называться биопсихосоциальной моделью. МКФ основывается на такой модели, совмещающей медицинский и социальный аспекты.

### Международные документы о правах людей с инвалидностью
- ООН:
  - Декларация о правах умственно отсталых лиц[20], 1971.
- ВОЗ:
  - Всемирный доклад об инвалидности[8], 2011.
- МОТ:
- Совет Европы:
  - План действий Совета Европы в отношении людей с ограниченными возможностями на 2006—2015 гг.
  - Другие рекомендации и резолюции СЕ[21].

## Социальная поддержка — государственная и частная
11 июня 1999 г. Министерством Юстиции РФ за № 3714 по инициативе общественных организаций инвалидов России зарегистрирован Общероссийский Союз общественных организаций инвалидов «Союз инвалидов России». Союз инвалидов России организует благотворительную деятельность и проводит различные общественные и государственные мероприятия.
Неоднократно отмечался низкий уровень социальной поддержки инвалидов в России.
Поддержку и финансирование проектов также осуществляет ряд иностранных и международных фондов (USAID, Всемирная Организация Здравоохранения).
Содействие в трудоустройстве инвалидов — одна из задач государства в рамках социальной поддержки данной категории населения. Одним из средств её выполнения является, например, квотирование рабочих мест. Квотирование рабочих мест — это выделение в компаниях минимального количества рабочих мест для приема на работу граждан, нуждающихся в социальной защите и испытывающих трудности в поиске работы, в том числе инвалидов.
Квотирование может регулироваться как федеральными законами, например — Закон Российской Федерации от 24.11.1995 № 181-ФЗ «О социальной защите инвалидов в Российской Федерации», Закон Российской Федерации от 19.04.1991 № 1032-1 «О занятости населения в Российской Федерации», так и городскими, например Законом города Москвы «О квотировании рабочих мест», Положением о квотировании рабочих мест в городе Москве и т. д.

## Реабилитация инвалидов

### Создание доступной среды для маломобильных групп населения
К маломобильной группе населения (МГН) относятся не только инвалиды, но и иные граждане, которые разделяются на следующие квалификационные группы:
| Группа мобильности | Общие характеристики людей групп мобильности |
| ------------------ | --- |
| М1                 | Люди, не имеющие инвалидности со сниженной мобильностью (люди пенсионного возраста, люди с детьми дошкольного возраста, беременные женщины), а также глухие и слабослышащие |
| М2                 | Пожилые немощные люди (в том числе инвалиды по старости), инвалиды с недостатками зрения, пользующиеся белой тростью                                                        |
| М3                 | Инвалиды и другие маломобильные граждане, не относящиеся к группе М2, использующие при движении дополнительные опоры (костыли, трости), инвалиды на протезах                |
| М4                 | Инвалиды и другие маломобильные граждане, не относящиеся к группе М2, передвигающиеся на креслах-колясках                                                                   |
| НМ                 | Немобильные граждане |
| НТ                 | Нетранспортабельные люди |
| НО                 | Люди с ограниченной степенью свободы, в том числе люди с психическими отклонениями                                                                                          |

В соответствии с Правилами разработки, утверждения, опубликования, изменения и отмены сводов правил, утверждёнными постановлением Правительства Российской Федерации от 1 июля 2016 г. N 624, подпунктом 5.2.9 пункта 5 Положения о Министерстве строительства и жилищно-коммунального хозяйства Российской Федерации, утверждённого постановлением Правительства Российской Федерации от 18 ноября 2013 г. N 1038, пунктом 166 Плана разработки и утверждения сводов правил и актуализации ранее утвержденных сводов правил, строительных норм и правил на 2015 г. и плановый период до 2017 г., утверждённого приказом Министерства строительства и жилищно-коммунального хозяйства Российской Федерации от 30 июня 2015 г. N 470/пр с изменениями, внесенными приказом Министерства строительства и жилищно-коммунального хозяйства Российской Федерации от 14 сентября 2015 г. N 659/пр, Министерством строительства и жилищно-коммунального хозяйства Российской Федерации издан приказ «Об утверждении СП 59.13330 „СНиП 35-01-2001 Доступность зданий и сооружений для маломобильных групп населения“». В утверждённом СП устанавливаются обязательные для исполнения требования к доступной среде для маломобильных групп населения.
В СП, в частности, установлены следующие требования:
5.1.5 В местах пересечения пешеходных и транспортных путей, имеющих перепад высот более 0,015 м, пешеходные пути обустраивают съездами с двух сторон проезжей части или искусственными неровностями по всей ширине проезжей части. На переходе через проезжую часть должны быть установлены бордюрные съезды шириной не менее 1,5 м, которые не должны выступать на проезжую часть.
5.1.7 Продольный уклон путей движения, по которому возможен проезд инвалидов на креслах-колясках, не должен превышать 5 %, поперечный — 2 %.
5.1.8 В местах изменения высот поверхностей пешеходных путей их выполняют плавным понижением с уклоном не более 1:20 (5 %) или обустраивают съездами.

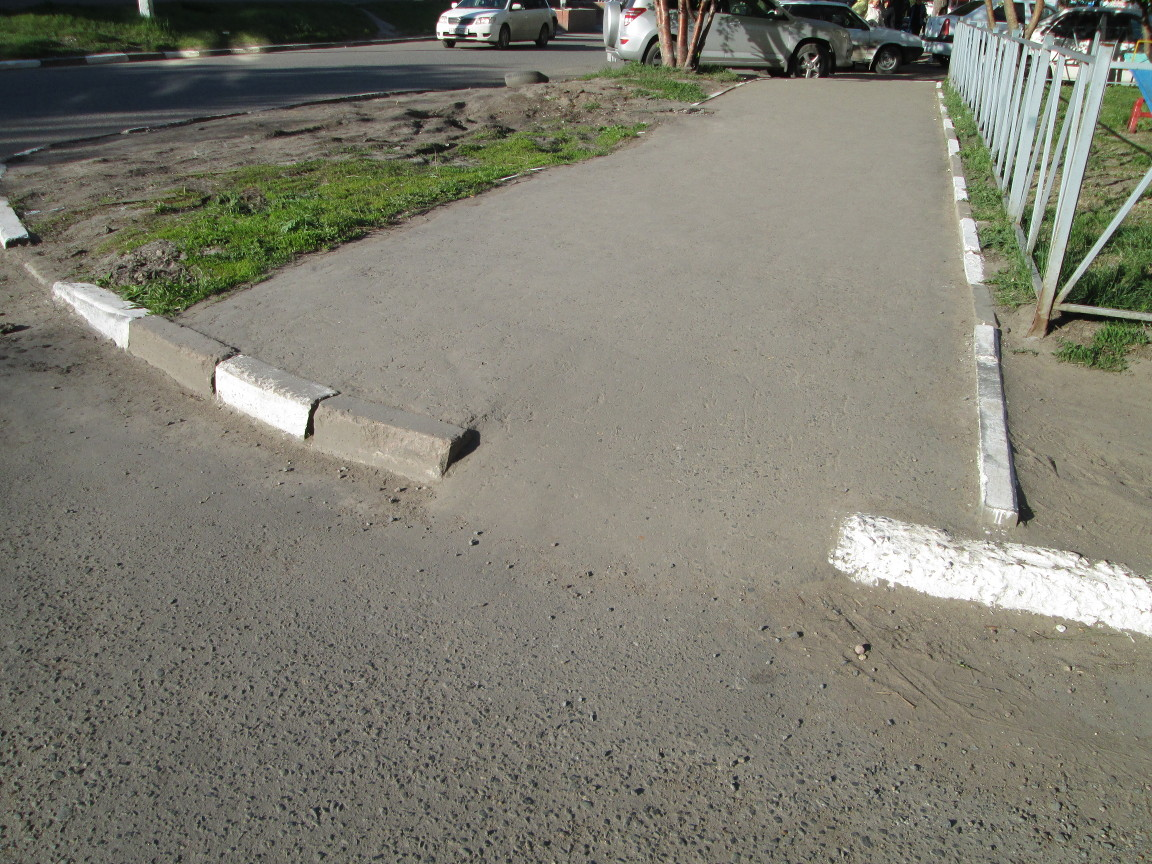
Пример создания безбарьерной среды на постсоветском пространстве (Омск, 2016)

При устройстве съездов их продольный уклон должен быть не более 1:20 (5 %), около здания — не более 1:12 (8 %), а в местах, характеризующихся стеснёнными условиями, — не более 1:10 на протяжении не более 1,0 м.
Перепад высот между нижней гранью съезда и проезжей частью не должен превышать 0,015 м.
В последнее время[когда?] происходит снижение ответственности городских властей в отношении к проблеме создания безбарьерной среды. Это, а также недостаточно активная работа самих инвалидов с представителями власти, законодательными органами, препятствует процессу приспособления городской среды к потребностям людей с различными ограничениями.
К 2020 году Министерство труда и социальной политики РФ планирует разработать законопроект, затрагивающий вопросы реабилитации инвалидов.

## Об инвалидности в культуре

### Художественные фильмы
| Список фильмов о людях с инвалидностью                  | Список фильмов о людях с инвалидностью         | Список фильмов о людях с инвалидностью | Список фильмов о людях с инвалидностью |
| Название                                                | Страна                                         | Год                                    | Режиссёр                               |
| ------------------------------------------------------- | ---------------------------------------------- | -------------------------------------- | -------------------------------------- |
| Уродцы                                                  | США                                            | 1932                                   | Тод Браунинг                           |
| ремейк Шоу уродов                                       | США                                            | 2007                                   | Дрю Белл                               |
| Лучшие годы нашей жизни                                 | США                                            | 1946                                   | Уильям Уайлер                          |
| Повесть о настоящем человеке                            | СССР                                           | 1948                                   | Александр Столпер                      |
| Джонни взял ружьё                                       | США                                            | 1971                                   | Далтон Трамбо                          |
| Запах женщины                                           | Италия                                         | 1974                                   | Дино Ризи                              |
| ремейк Запах женщины                                    | США                                            | 1992                                   | Мартин Брест                           |
| Джонни: история жизни                                   | США                                            | 1980                                   | Джеймс Колье                           |
| Человек-слон                                            | США / Великобритания                           | 1980                                   | Дэвид Линч                             |
| Не могу сказать «прощай»                                | СССР                                           | 1982                                   | Борис Дуров                            |
| Габи, правдивая история                                 | Мексика / США                                  | 1987                                   | Луис Мандоки                           |
| Человек дождя                                           | США                                            | 1988                                   | Барри Левинсон                         |
| Рождённый четвёртого июля                               | США                                            | 1989                                   | Оливер Стоун                           |
| Моя левая нога                                          | Великобритания / Ирландия                      | 1989                                   | Джим Шеридан                           |
| Танец в кандалах                                        | Канада                                         | 1990                                   | Алан Голдштейн                         |
| Форрест Гамп                                            | США                                            | 1994                                   | Роберт Земекис                         |
| Достучаться до небес                                    | Германия / Нидерланды / Бельгия                | 1996                                   | Томас Ян                               |
| Желаю удачи                                             | США                                            | 1996                                   | Ричард Лябри                           |
| Страна глухих                                           | Россия / Франция                               | 1997                                   | Валерий Тодоровский                    |
| Живая плоть                                             | Испания / Франция                              | 1997                                   | Педро Альмодовар                       |
| Другая сестра                                           | США                                            | 1999                                   | Гарри Маршалл                          |
| С первого взгляда                                       | США                                            | 1999                                   | Ирвин Уинклер                          |
| Я — Сэм                                                 | США                                            | 2001                                   | Джесси Нельсон                         |
| Дом дураков                                             | Россия / Франция                               | 2002                                   | Андрей Кончаловский                    |
| Оазис                                                   | Южная Корея                                    | 2002                                   | Ли Чан Дон                             |
| От двери к двери                                        | США                                            | 2002                                   | Стивен Шачтер                          |
| ремейк От двери к двери                                 | Япония                                         | 2009                                   | ?                                      |
| Радио                                                   | США                                            | 2003                                   | Майкл Толлин                           |
| А в душе́ я танцую (Внутри себя я танцую)                | Великобритания / Ирландия / Франция            | 2004                                   | Дэмиен О'Доннелл                       |
| Море внутри                                             | Франция / Италия / Испания                     | 2004                                   | Алехандро Аменабар                     |
| Босиком по мостовой                                     | Германия                                       | 2005                                   | Тиль Швайгер                           |
| Литр слёз                                               | Япония                                         | 2005                                   | Такао Танака и Бунта Ямамото           |
| Марафон                                                 | Южная Корея                                    | 2005                                   | Юн-Чхоль Чжон                          |
| ремейк Марафон                                          | Япония                                         | 2007                                   | ?                                      |
| Музыка внутри (Внутренняя музыка)                       | США                                            | 2006                                   | Стивен Савалич                         |
| Париж, я тебя люблю /новелла «Квартал Фобург Сен-Дени»/ | Германия и др.                                 | 2006                                   | Том Тыквер и др.                       |
| Скафандр и бабочка                                      | Франция / США                                  | 2007                                   | Джулиан Шнабель                        |
| Альпинист                                               | Украина                                        | 2008                                   | Александр Кириенко                     |
| Настоящая любовь                                        | Россия                                         | 2008                                   | Станислав Мареев                       |
| Эта жизнь для тебя                                      | Австрия / Германия                             | 2008                                   | Шарон фон Витерсхайм                   |
| Аватар                                                  | США                                            | 2009                                   | Джеймс Кэмерон                         |
| Всё не случайно                                         | Россия                                         | 2009                                   | Сергей Полуянов                        |
| Картахена                                               | Франция                                        | 2009                                   | Ален Монне                             |
| Фантомная боль                                          | Германия                                       | 2009                                   | Маттиас Эмке                           |
| Цирк бабочек                                            | США                                            | 2009                                   | Джошуа Вайгель                         |
| Я тоже                                                  | Испания                                        | 2009                                   | Антонио Наарро и Альваро Пастор        |
| Меня зовут Кхан                                         | Индия                                          | 2010                                   | Каран Джохар                           |
| 1+1                                                     | Франция                                        | 2011                                   | Оливье Накаш и Эрик Толедано           |
| Красные браслеты                                        | Испания                                        | 2011                                   | Пау Фрейхас и Ориоль Феррер            |
| ремейк Красные браслеты                                 | США                                            | 2014                                   | ?                                      |
| Жизнь в клетчатой сумке                                 | Беларусь                                       | 2012                                   | Андрей Полупанов                       |
| Жизнь в миниатюре                                       | Беларусь                                       | 2012                                   | Михаил Шпилевский и Андрей Полупанов   |
| Ржавчина и кость                                        | Франция / Бельгия                              | 2012                                   | Жак Одиар                              |
| Суррогат                                                | США                                            | 2012                                   | Бен Льюин                              |
| Только представь!                                       | Польша / Португалия / Франция / Великобритания | 2012                                   | Анджей Якимовский                      |
| Третий акт                                              | США                                            | 2012                                   | Боб Райнер                             |
| Желание жить                                            | Польша                                         | 2013                                   | Мацей Пепшица                          |
| Вселенная Стивена Хокинга                               | США                                            | 2014                                   | Джеймс Марш                            |
| Класс коррекции                                         | Россия                                         | 2014                                   | Иван Твердовский                       |
| Ты не ты                                                | США                                            | 2014                                   | Джордж Вольфе                          |

#### Кинофестиваль «Кино без барьеров»
В 2002, 2004, 2006, 2008, 2010, 2012, 2014 и 2016 гг. в России проводился кинофестиваль, посвящённый проблемам инвалидов. На них были показаны более 170 документальных, художественных, анимационных и арт-фильмов, поднимающих различные проблемы инвалидов и способы их решения, раскрывающих разные грани жизни и творчества людей с различными видами инвалидности.